# Myōjō
Myōjō (明星, "Venere") è una rivista letteraria giapponese, pubblicata a Tōkyō tra l'aprile del 1900 e il novembre del 1908.
La rivista, un mensile dedicato per lo più alla poesia, fu fondata da Yosano Tekkan come organo ufficiale di una società poetica da lui costituita nel 1899, la Shinshisha ("Società della nuova poesia"). Myōjō ebbe un ruolo centrale durante la breve stagione del Romanticismo giapponese e i suoi autori (tra cui lo stesso Tekkan e sua moglie Akiko) contribuirono molto alla riforma dei generi poetici tradizionali, in particolare del tanka.
Oltre a materiale originale, Myōjō ospitò anche molte traduzioni di poesie europee e articoli di Ueda Bin.
La rivista cessò le pubblicazioni col 100° numero.